# Druhá vláda Andreje Babiše
Druhá vláda Andreje Babiše byla vláda České republiky menšinového charakteru, vedená předsedou vlády Andrejem Babišem a vládnoucí v letech 2018–2021. Jmenována byla 27. června 2018, důvěru Poslanecké sněmovny získala 12. července 2018 poměrem hlasů 105 ku 91. Koaliční kabinet ANO a ČSSD vznikl poté, co jednobarevná první vláda Andreje Babiše, zformovaná po volbách do Poslanecké sněmovny 2017, nezískala v lednu 2018 důvěru Poslanecké sněmovny.
Vládu tvořili zástupci ANO a ČSSD. Oba politické subjekty uzavřely 10. července 2018 koaliční smlouvu. Ve stejný den byla také podepsána dohoda o toleranci mezi ANO (Babiš, Faltýnek) a KSČM (Filip, Kováčik), v níž se komunisté zavázali podpořit vládu při hlasování o důvěře a nevyvolat hlasování o nedůvěře. Babišův kabinet se naopak zavázal plnit několik programových podmínek komunistické strany, která však neprosadila požadavek na obsazení míst ve státních podnicích. Komunisté dokument nazvali „toleranční patent“. V dubnu 2021 jej však vypověděli a kabinet přestali podporovat.
Po sněmovních volbách v říjnu 2021 získaly v dolní komoře většinu 108 mandátů předtím opoziční subjekty sdružené ve dvou koalicích SPOLU a Piráti a Starostové. Tyto koalice vyjádřily záměr sestavit většinovou vládu. Prezident Miloš Zeman přijal 11. listopadu 2021 demisi Babišovy vlády a pověřil ji úřadováním do nástupu kabinetu Petra Fialy, jenž byl jmenován 17. prosince téhož roku.
Tiskovou mluvčí vlády byla nejdříve Petra Doležalová. V březnu 2019 ji nahradila Jana Adamcová.

## Legitimita vlády
Legitimita vlády se odvozuje od výsledků voleb do Poslanecké sněmovny Parlamentu České republiky 2017. Na základě těchto výsledků disponují koaliční vládní strany ANO 2011 a ČSSD celkem 93 mandáty. Pro vyslovení důvěry druhé vládě Andreje Babiše hlasovalo při jejím vzniku také 14 poslanců KSČM.
| vládní strana         | počet hlasů ve volbách | % zisk  | počet mandátů v PSP ČR | počet křesel ve vládě | předseda strany |
| --------------------- | ---------------------- | ------- | ---------------------- | --------------------- | --------------- |
| ANO 2011              | 1 500 113              | 29,64 % | 78                     | 10                    | Andrej Babiš    |
| ČSSD                  | 368 347                | 7,27 %  | 15                     | 5                     | Jan Hamáček     |
| vládní strany celkově | 1 868 460              | 36,92 % | 93                     | 15                    |                 |
| ČR celkově            | 5 060 745              | 100 %   | 200                    | -                     |                 |

## Seznam členů vlády
| Úřad                                                                | Člen vlády                    | Člen vlády        | Subjekt       | Subjekt       | Nástup do úřadu   | Odchod z úřadu    |
| ------------------------------------------------------------------- | ----------------------------- | ----------------- | ------------- | ------------- | ----------------- | ----------------- |
| Předseda vlády                                                      | Andrej Babiš                  |                   |               | ANO           | 6. června 2018    | 17. prosince 2021 |
| 1. místopředseda vlády Ministr vnitra                               | Jan Hamáček                   | Jan Hamáček       |               | ČSSD          | 27. června 2018   | 17. prosince 2021 |
| Místopředseda vlády Od 4/2019 místopředseda vlády pro hospodářství  | Richard Brabec                | Richard Brabec    |               | ANO           | 27. června 2018   | 30. dubna 2019    |
| Místopředseda vlády Od 4/2019 místopředseda vlády pro hospodářství  | Karel Havlíček                | Karel Havlíček    |               | nestr. za ANO | 30. dubna 2019    | 17. prosince 2021 |
| Místopředseda vlády Od 4/2019 místopředseda vlády pro hospodářství  | Karel Havlíček                | Karel Havlíček    | ANO           |               | 30. dubna 2019    | 17. prosince 2021 |
| Místopředsedkyně vlády pro ekonomiku (od 4/2019) Ministryně financí | Alena Schillerová             | Alena Schillerová |               | nestr. za ANO | 27. června 2018   | 17. prosince 2021 |
| Místopředsedkyně vlády pro ekonomiku (od 4/2019) Ministryně financí | Alena Schillerová             | Alena Schillerová | ANO           |               | 27. června 2018   | 17. prosince 2021 |
| Ministr(yně) spravedlnosti Předseda(kyně) Legislativní rady vlády   | Taťána Malá                   | Taťána Malá       |               | ANO           | 27. června 2018   | 10. července 2018 |
| Ministr(yně) spravedlnosti Předseda(kyně) Legislativní rady vlády   | Jan Kněžínek                  |                   |               | nestr. za ANO | 10. července 2018 | 30. dubna 2019    |
| Ministr(yně) spravedlnosti Předseda(kyně) Legislativní rady vlády   | Marie Benešová                |                   |               | nestr. za ANO | 30. dubna 2019    | 17. prosince 2021 |
| Ministr(yně) práce a sociálních věcí                                | Petr Krčál                    | Petr Krčál        |               | ČSSD          | 27. června 2018   | 18. července 2018 |
| Ministr(yně) práce a sociálních věcí                                | Jana Maláčová                 | Jana Maláčova     |               | ČSSD          | 30. července 2018 | 17. prosince 2021 |
| Ministryně pro místní rozvoj                                        | Klára Dostálová               | Klára Dostálová   |               | nestr. za ANO | 27. června 2018   | 17. prosince 2021 |
| Ministr zdravotnictví                                               | Adam Vojtěch                  | Adam Vojtěch      |               | nestr. za ANO | 27. června 2018   | 21. září 2020     |
| Ministr zdravotnictví                                               | Roman Prymula                 | Roman Prymula     |               | nestr. za ANO | 21. září 2020     | 29. října 2020    |
| Ministr zdravotnictví                                               | Jan Blatný                    |                   |               | nestr. za ANO | 28. října 2020    | 7. dubna 2021     |
| Ministr zdravotnictví                                               | Petr Arenberger               |                   |               | nestr. za ANO | 7. dubna 2021     | 26. května 2021   |
| Ministr zdravotnictví                                               | Adam Vojtěch                  | Adam Vojtěch      |               | nestr. za ANO | 26. května 2021   | 17. prosince 2021 |
| Ministr zahraničních věcí                                           | Jan Hamáček (pověřen řízením) | Jan Hamáček       |               | ČSSD          | 27. června 2018   | 15. října 2018    |
| Ministr zahraničních věcí                                           | Tomáš Petříček                | Tomáš Petříček    |               | ČSSD          | 16. října 2018    | 12. dubna 2021    |
| Ministr zahraničních věcí                                           | Jan Hamáček (pověřen řízením) | Jan Hamáček       |               | ČSSD          | 12. dubna 2021    | 21. dubna 2021    |
| Ministr zahraničních věcí                                           | Jakub Kulhánek                |                   |               | ČSSD          | 21. dubna 2021    | 17. prosince 2021 |
| Ministr kultury                                                     | Antonín Staněk                |                   |               | ČSSD          | 27. června 2018   | 31. července 2019 |
| Ministr kultury                                                     | Lubomír Zaorálek              | Lubomír Zaorálek  |               | ČSSD          | 27. srpna 2019    | 17. prosince 2021 |
| Ministr(yně) průmyslu a obchodu                                     | Marta Nováková                | Marta Nováková    |               | nestr. za ANO | 27. června 2018   | 30. dubna 2019    |
| Ministr(yně) průmyslu a obchodu                                     | Karel Havlíček                | Karel Havlíček    |               | nestr. za ANO | 30. dubna 2019    | 17. prosince 2021 |
| Ministr(yně) průmyslu a obchodu                                     | Karel Havlíček                | Karel Havlíček    | ANO           |               | 30. dubna 2019    | 17. prosince 2021 |
| Ministr zemědělství                                                 | Miroslav Toman                | Miroslav Toman    |               | ČSSD          | 27. června 2018   | 17. prosince 2021 |
| Ministr školství, mládeže a tělovýchovy                             | Robert Plaga                  | Robert Plaga      |               | ANO           | 27. června 2018   | 17. prosince 2021 |
| Ministr školství, mládeže a tělovýchovy                             | Robert Plaga                  | Robert Plaga      | nestr. za ANO |               | 27. června 2018   | 17. prosince 2021 |
| Ministr obrany                                                      | Lubomír Metnar                | Lubomír Metnar    |               | nestr. za ANO | 27. června 2018   | 17. prosince 2021 |
| Ministr dopravy                                                     | Dan Ťok                       | Dan Ťok           |               | nestr. za ANO | 27. června 2018   | 30. dubna 2019    |
| Ministr dopravy                                                     | Vladimír Kremlík              | Vladimír_Kremlík  |               | nestr. za ANO | 30. dubna 2019    | 23. ledna 2020    |
| Ministr dopravy                                                     | Karel Havlíček                | Karel Havlíček    |               | nestr. za ANO | 24. ledna 2020    | 17. prosince 2021 |
| Ministr dopravy                                                     | Karel Havlíček                | Karel Havlíček    | ANO           |               | 24. ledna 2020    | 17. prosince 2021 |
| Ministr životního prostředí                                         | Richard Brabec                | Richard Brabec    |               | ANO           | 27. června 2018   | 17. prosince 2021 |

## Poměr sil ve vládě

### Počet ministrů
| - ANO  | 10 |
| - ČSSD | 5  |

## Vývoj ve vládě

### Odstoupení Taťány Malé
Dne 28. června 2018 uvedl server iROZHLAS zprávu, v níž poukazoval na údajné plagiátorství ministryně spravedlnosti Taťány Malé v její magisterské práci z bratislavské Panevropské vysoké školy z roku 2011. Malá podle závěrů oslovených odborníků opsala část práce z internetových příspěvků nebo z diplomové práce na obdobné téma z roku 2006. V kontrolovaném úseku se dokonce nacházely stejné gramatické chyby jako v originální práci. Sama Malá obvinění odmítla, na svou diplomovou práci je podle svých slov hrdá. Její stranický šéf Andrej Babiš označil celou kauzu za „kampaň“. Mezitím ale vyšly najevo informace, že Malá údajně opisovala už ve své diplomové práci z roku 2005 na Mendelově univerzitě v Brně. Pod sílícím tlakem ze strany médií i opozice se Malá dne 9. července rozhodla rezignovat. Zároveň znovu odmítla obvinění z plagiátorství. Premiér Andrej Babiš proto prezidentu republiky navrhl Jana Kněžínka, dosavadního místopředsedu Legislativní rady vlády České republiky, jako nového ministra spravedlnosti.
Prezident Zeman přijal demisi Malé 10. července 2018 a téhož dne jmenoval Jana Kněžínka ministrem, avšak premiér Babiš si nebyl jistý, zdali Kněžínek na ministerstvu už zůstane do konce vládního období, nebo bude ministrem jen dočasně. Nakonec se potvrdila druhá možnost po jeho demisi ze dne 18. dubna 2019.

### Odstoupení Petra Krčála
Dne 16. července 2018 zveřejnil portál Seznam Zprávy zprávu, ve které poukazoval na údajné plagiátorství ministra Petra Krčála v jeho bakalářské práci, kterou napsal a obhajoval na Univerzitě Tomáše Bati ve Zlíně v roce 2007. Podle závěru oslovených odborníků opsal přibližně 30 stran z jiné bakalářské práce na obdobné téma z roku 2006.
Podle svých slov nechtěl být Petr Krčál zátěží pro ČSSD, a proto se dne 17. července 2018 rozhodl rezignovat. O den později přijal jeho demisi prezident republiky. Předseda ČSSD Jan Hamáček uvedl, že na post ministra práce navrhne ředitelku odboru rodinné politiky a politiky stárnutí Janu Maláčovou.

### První hlasování o nedůvěře vládě
Dne 23. listopadu 2018 proběhlo hlasování o nedůvěře vládě, které vyvolalo šest opozičních stran, a to kvůli kauze Čapí hnízdo, s níž souvisí údajný únos Andreje Babiše mladšího na Krym. Ke schválení návrhu byla třeba nadpoloviční většina z celkového počtu 200 poslanců. Nedůvěra nebyla vyslovena, pro bylo 92 poslanců a 90 poslanců bylo proti. Poslanci koaliční ČSSD při hlasování opustili sál.

### Rezignace Dana Ťoka
Dne 8. dubna 2019 Dan Ťok veřejně v médiích oznámil, že odstoupí z funkce ministra dopravy. Uvedl, že se rozmýšlel zhruba rok, jestli má z funkce odejít. Demisi podal již v lednu 2019, tu ovšem zamítl premiér Andrej Babiš. O Ťokově odchodu se v médiích spekulovalo několik týdnů. Jako důvod uvedl neustálé výtky a útoky proti své osobě, respektive proti svým krokům, a tlak různých zájmových skupin. Prezident Zeman jeho demisi přijal 30. dubna 2019, kdy zároveň jmenoval nového ministra dopravy Vladimíra Kremlíka.

### Odvolání Marty Novákové
Do povědomí veřejnosti se ministryně Marta Nováková dostala po pronesení výroku „Za drahá mobilní data si Češi mohou sami“, který uvedla v únoru 2019 v reportáži pořadu České televize 168 hodin, v němž obhajovala politiku mobilních operátorů ohledně ceny mobilních dat. Na březnovém setkání zahraničních investorů se zástupci českého ministerstva průmyslu a obchodu musel po žádosti velvyslance Čínské lidové republiky na její pokyn jednání opustit zástupce Tchaj-wanu, což v politickém i veřejném prostoru vyvolalo další reakce vůči ministryni. Následující sjezd KDU-ČSL za toto jednání žádal odstoupení ministryně. K odchodu Novákové také vyzvala ODS a senátoři z klubu Starostů a nezávislých. Dne 10. dubna 2019 informoval premiér Andrej Babiš o odvolání ministryně. Prezident Zeman ji odvolal 30. dubna 2019 a zároveň jmenoval nového ministra průmyslu Karla Havlíčka, jenž se také stal místopředsedou vlády.

### Demise Jana Kněžínka
Dne 18. dubna 2019, den poté, co policie navrhla obžalovat všechny obviněné v kauze Čapí Hnízdo, oznámil Jan Kněžínek svou demisi na ministra spravedlnosti s koncem svého působení k 30. dubnu téhož roku. Reagoval tak na mediální spekulace o jeho odchodu a o tom, že by jej měla nahradit Marie Benešová. Někteří politici z opozičních řad a část veřejnosti však poukazovali spíš na načasování demise a údajný pokus premiéra ovlivnit trestní řízení ve věci Čapího hnízda. Podle vlastního vyjádření se Kněžínek hodlal vrátit do úřednické pozice odborného náměstka pro řízení sekce Legislativní rady vlády na Úřadu vlády ČR a člena Legislativní rady vlády. Premiér Babiš následně skutečně oznámil záměr učinit ministryní Benešovou, která již předtím tento resort vedla v úřednické vládě Jiřího Rusnoka. Prezident Zeman Kněžínkovu demisi přijal 30. dubna 2019, kdy zároveň jmenoval novou ministryni spravedlnosti Marii Benešovou.
Krok a zejména jeho načasování vyvolal odpor části veřejnosti a stal se, spolu s obavami o zachování nezávislé justice, podnětem k zahájení série demonstrací organizovaných sdružením Milion chvilek pro demokracii. Největší z nich se uskutečnila 23. června 2019 na Letenské pláni pod názvem Je to na nás!. Během letních měsíců demonstrace utichly, spolek však proklamoval připravenost svolat další, pokud by v budoucnu k ohrožení nezávislosti justice mělo dojít.

### Výměna místopředsedy
Koncem dubna 2019 byla oznámena také změna na postu místopředsedy vlády. Dosavadního vicepremiéra Richarda Brabce (ANO), který vedl ministerstvo životního prostředí, měla nahradit místopředsednická dvojice – ministryně financí Alena Schillerová (nestr. za ANO) a nastupující ministr průmyslu a obchodu Karel Havlíček (nestr. za ANO). Dohodu o zvýšení počtu místopředsedů potvrdil i předseda koaliční ČSSD Jan Hamáček. Oba nové vicepremiéry jmenoval prezident Zeman 30. dubna 2019.

### Krize na ministerstvu kultury a demise Antonína Staňka
Ministr kultury Antonín Staněk z ČSSD v dubnu 2019 odvolal ředitele Národní galerie Praha (NGP) Jiřího Fajta a ředitele Muzea umění Olomouc (MUO) Michala Soukupa po kontrolách v jimi vedených institucích. Na oba podal trestní oznámení. Fajt uvedl, že své odvolání považuje za politický krok. Soukup odmítl, že by se dopustil chyb v hospodaření muzea. Podle opozice se Staněk odvoláním Fajta snažil zavděčit prezidentovi Miloši Zemanovi.
Předseda ČSSD Jan Hamáček nařídil Staňkovi, aby podal demisi, ten tak učinil 20. května 2019, prezident ji však 28. května nepřijal. Hamáček uvedl, že prezident Zeman jednal na hraně ústavy, a pokud by se situaci nepodařilo odblokovat, mohlo by dojít k pádu vlády. ČSSD navrhla na nového ministra kultury svého místopředsedu Michala Šmardu a 31. května premiér Babiš poslal prezidentovi návrh na Staňkovo odvolání a jmenování Šmardy. Prezident se s navrhovaným ministrem setkal, jeho jmenování však ani poté nepotvrdil. Hamáček po premiérovi požadoval, aby na prezidenta podal kompetenční žalobu, ten to však odmítl a dal přednost dalšímu vyjednávání. Ke schůzce předsedy a místopředsedy vlády s prezidentem došlo 4. července 2019, avšak bez zásadní změny. Ani další schůzka premiéra s prezidentem 11. července řešení nepřinesla.
Dne 12. července se prezident Zeman, vicepremiér a ministr vnitra Hamáček a ministr kultury Staněk na schůzce v Lánech dohodli, že prezident Staňka k 31. červenci 2019 odvolá. Podle vyjádření účastníků chtěl Zeman jmenovat ministrova nástupce až na základě jednání předsednictva ČSSD, které se mělo podle plánů sejít v pondělí 15. července. Hamáček však po jednání v Lánech predikoval, že předsednictvo strany buď podpoří Michala Šmardu za kandidáta na ministra, nebo rozhodne o podání demise všech ministrů za ČSSD.
Prezident Miloš Zeman odvolal ministra Antonína Staňka 29. července 2019, s účinností k 31. červenci téhož roku. Odcházející ministr Staněk pověřil řízením ministerstva dosavadního ekonomického náměstka Reného Schreiera. Pověření řízením ministerstva učiněné samotným odcházejícím ministrem kritizoval předseda vládní ČSSD Jan Hamáček jako krok naprosto mimo ústavu, předseda opoziční ODS Petr Fiala jej hodnotil jako protiústavní.
Dne 14. srpna prezident oznámil, že navrženého Michala Šmardu odmítá ministrem jmenovat, a požadoval od předsedy ČSSD Hamáčka místo něj nového ministerského kandidáta. Jan Hamáček kontroval, že ústava nedává prezidentovi možnost hodnotit odborné předpoklady navrženého ministra, což byl prezidentův argument.
Dne 19. srpna kandidát na ministra kultury, Michal Šmarda, oznámil, že požádal Jana Hamáčka o stažení nominace, neboť se domnívá, že nelze být členem vlády proti vůli prezidenta. Jan Hamáček přijal Šmardův návrh na stažení nominace s respektem.
Dne 21. srpna uvedl server Novinky.cz, že předseda ČSSD Jan Hamáček nominoval na ministra kultury Lubomíra Zaorálka. Toho jmenoval prezident Zeman ministrem dne 27. srpna 2019.

### Druhé hlasování o nedůvěře vládě
Opozice 27. června 2019 vyvolala hlasování o nedůvěře vládě, mimo jiné na základě občanských demonstrací a evropského auditu premiérova střetu zájmů. Vládní koalice s pomocí tolerující KSČM hlasování ustála.

### Odvolání Vladimíra Kremlíka
Dne 20. ledna 2020 navrhl předseda vlády Andreje Babiše odvolání Vladimíra Kremlíka z funkce ministra dopravy, s čímž prezident republiky prostřednictvím svého mluvčího souhlasil. Stalo se tak poté, co Ministerstvo dopravy informovalo média a veřejnost o zadání zakázky na informační systém a e-shop, určený k prodeji připravovaných elektronických dálničních známek. Zakázku vypsal Státní fond dopravní infrastruktury a bez soutěže ji získala společnost Asseco Central Europe. Za vytvoření systému a čtyřletý provoz měl stát zaplatit 400 milionů korun. Po kritice vlády, která nebyla informována, dalších politiků i odborné veřejnosti premiér Babiš s Kremlíkem o zakázce jednal, ale ministr dopravy ji odmítl zastavit. Předseda vlády poté navrhl Kremlíkovo odvolání a uvedl, že se má zakázka zrušit, nebo výrazně zredukovat. Kremlík byl prezidentem Zemanem odvolán 22. ledna k následujícími dni. Řízením Ministerstva dopravy prezident zároveň pověřil, s účinností od 24. ledna 2020, Karla Havlíčka, místopředsedu vlády a ministra průmyslu a obchodu. Toto řešení má být podle slov Andreje Babiše trvalé.

### Rezignace Adama Vojtěcha
Dne 21. září 2020 oznámil rezignaci ministr zdravotnictví Adam Vojtěch. Prezident Miloš Zeman ještě téhož dne demisi přijal a novým ministrem zdravotnictví jmenoval Romana Prymulu.

### Odvolání Romana Prymuly
Dne 21. října 2020 byl Roman Prymula před půlnocí vyfotografován jak vychází z vyšehradské restaurace Rio's, která měla být vzhledem k opatřením souvisejícím s pandemií onemocnění covid-19 uzavřená. Dne 23. října jej po zveřejnění informací v tisku opoziční politici i členové vlády vyzvali k rezignaci. Ve stejný den jej k rezignaci z postu ministra zdravotnictví vyzval také premiér Andrej Babiš. V souvislosti s touto událostí se v tisku objevilo jméno Jana Blatného jako jeho možného nástupce. Dne 27. října 2020 přijal Blatného na zámku v Lánech prezident republiky Miloš Zeman. Ve stejný den Roman Prymula na tiskové konferenci uvedl, že vlastní právní analýzu, kde se podle jeho slov jeví, že k žádnému pochybení na schůzce nedošlo. Připustil svou politickou chybu a prohlásil, že celá situace byla mediálně zneužita. Mluvčí prezidenta republiky téhož dne oznámil, že prezident Jana Blatného jmenuje 29. října 2020 do funkce nového ministra zdravotnictví České republiky, k čemuž došlo na zámku v Lánech. K roku 2020 se Roman Prymula stal ministrem, který v čele rezortu zdravotnictví strávil nejkratší dobu. Prymula však až do února 2021 nadále zůstal jako poradce premiéra Babiše.

### Odvolání Jana Blatného
O odvolání v pořadí třetího ministra zdravotnictví spekulovala média od března 2021, kdy požadavek na odvolání Jana Blatného spolu s odvoláním ministra zahraničí Tomáše Petříčka a ředitelky Státního ústavu pro kontrolu léčiv Ireny Storové vyslovil prezident Miloš Zeman kvůli jejich nesouhlasnému postoji k očkování ruskou vakcínou Sputnik V v České republice bez schválení této očkovací látky Evropskou lékovou agenturou. Po březnové schůzce s prezidentem v Lánech premiér Andrej Babiš výměny ve vládě pro ten měsíc popřel. Podle zdrojů českých médií dostával Jan Blatný v průběhu prvního čtvrtletí roku 2021 opakovaně od premiéra vytýkací dopisy. Téma změn v kabinetu bylo znovu otevřeno po Velikonocích, konkrétně 6. dubna 2021. Vyměněnými ministry se měli stát Jan Blatný a Robert Plaga, ministr školství, mládeže a tělovýchovy. Oba však ani na večerním jednání vlády toho dne, kdy byla projednávána zásadní témata týkající se jejich resortů – konec nouzového stavu, postupné rozvolňování a otevírání prvních stupňů základních škol – neměli o skončení ve vládě informace.
Dne 7. dubna 2021 odvolal prezident Miloš Zeman z funkce ministra zdravotnictví Jana Blatného a zároveň do funkce jmenoval lékaře Petra Arenbergera, ředitele Fakultní nemocnice Královské Vinohrady. Spekulace o odvolání Roberta Plagy se nakonec nepotvrdily, v průběhu úterý se za ministra školství postavili rektoři některých univerzit i řada neziskových organizací z oblasti školství. Navíc na rozdíl od ministerstva zdravotnictví, kdy jméno možného nástupce Jana Blatného bylo známo již dva týdny před výměnou, nebyl znám žádný vážný kandidát na tento post. Nebylo to poprvé, kdy se o odchodu ministra Plagy spekulovalo: na podzim roku 2019 se množily spekulace o jeho výměně za bývalého brněnského primátora Petra Vokřála. I tehdy se za ministra postavily školské organizace a ministr situaci ustál.

### Odvolání Tomáše Petříčka
První spekulace o odvolání ministra zahraničí Tomáše Petříčka se objevily po sjezdu ČSSD dne 9. dubna 2021, na němž Petříček neúspěšně kandidoval na post předsedy strany. Ve volbě jej porazil vicepremiér a dosavadní předseda ČSSD Jan Hamáček. Dva dny poté Petříček uvedl, že se na schůzce s Hamáčkem dozvěděl o svém odvolání z funkce ministra zahraničních věcí. Dne 12. dubna Petříčka odvolal prezident Miloš Zeman a řízením rezortu pověřil Jana Hamáčka, protože zvažovaný kandidát na ministra zahraničí, Lubomír Zaorálek, uvedl, že není připraven na opuštění ministerstva kultury. Novým možným Petříčkovým nástupcem se v následujících dnech stal Jakub Kulhánek, kterého 21. dubna 2021 prezident Zeman jmenoval do funkce ministra zahraničních věcí.

### Vypovězení tolerance komunisty
Dne 13. dubna 2021 vypověděla Komunistická strana Čech a Moravy toleranci vládě. KSČM se však dle slov svého předsedy Vojtěcha Filipa nechystala iniciovat hlasování o nedůvěře, pouze by se v případě takového hlasování na rozdíl od předchozích dvou situací, kdy v prvním případě hlasovala proti návrhu a ve druhé případě se zdržela, vyslovila pro tento návrh.

### Rezignace Petra Arenbergera
Dne 25. května 2021 oznámil rezignaci ministr zdravotnictví Petr Arenberger. Prezident Zeman jeho demisi následující den přijal a zároveň jmenoval ministrem zdravotnictví Adama Vojtěcha, který tento post ve druhé Babišově vládě zastával do roku 2020. Jmenování proběhlo na Pražském hradě bez obvyklé ceremonie a přístupu médií.

## Působení vlády
Daňová zátěž (tj. daňová kvóta) byla při nástupu Babišovy vlády nejvyšší (34,6 % HDP v roce 2018) a po celou dobu trvání vlády klesala (až na 32,7 % HDP v roce 2021). Reálná mzda po celé období Babišovy vlády rostla, ale vlivem stavu ekonomiky rok poté (2022) prudce poklesla. HDP zůstal na stejné úrovni.

### Odměňování zaměstnanců státní správy
Koncem ledna 2019 publikoval Český rozhlas výsledky svých zjištění, podle nichž vláda za předchozí půlrok svojí existence odměňovala náměstky svých ministerstev, ředitele odborů i řadové zaměstnance a na bonusech pro ně tak vyplatila ze státního rozpočtu celkově 463 milionů korun. K největšímu meziročnímu růstu došlo na ministerstvu financí, největší částku na odměny vydalo ministerstvo vnitra. Celková hodnota bonusů byla rekordní, předtím nejvíce vyplatila vláda Bohuslava Sobotky za poslední pololetí své vlády 453 milionů korun.
Roku 2020 Alena Schillerová rozdala svým náměstkům a úředníkům odměny v celkové výši až 11,5 milionů korun. Podle zjištění serveru iROZHLAS měli nejvyšší odměny ve výši téměř 750 tisíc korun inkasovat dva její náměstci, další čtyři zaměstnanci si měli přijít na 400 tisíc. Kritizována je jak výše částky, tak i neochota snižovat výdaje v průběhu krizového roku. Výše odměn je dávána do souvislosti například s odměnami zdravotníků, kteří v době tohoto zjištění teprve dostávali odměny za dobu první vlny pandemie, tyto ve výši 75 tisíc hrubého.

### Boj proti pandemii covidu-19
V průběhu funkčního období druhé vlády Andreje Babiše došlo k propuknutí pandemie covidu-19. Při první vlně epidemie na jaře 2020 bylo Česko jednou z nejméně zasažených evropských zemí. Na podzim 2020 a v zimě 2020–21 se však Česko stalo jednou z nejhůře zasažených zemí na světě, což mnozí odborníci přisuzují špatným vládním rozhodnutím.
Veřejnost politické zvládnutí pandemie ohodnotila dramatickou ztrátou důvěry. V první vlně pandemie na jaře 2020 vládě důvěřovalo 83 % veřejnosti. V březnu 2021 klesla důvěra veřejnosti o 58 procentních bodů na 25 %. Celková spokojenost společnosti s politickou situací klesla po roce z 61 % na 11 %, což je nejméně od začátku měření.
Nedbalost při přípravě opatření proti šíření koronaviru se promítla do toho, že mnohá byla následně zrušena soudem, protože se ukázalo, že byla protiprávní.

### Rozdělování dotací
Podle výsledků kontrol Nejvyššího kontrolního úřadu vláda upřednostňovala velké zemědělské podniky a velké zpracovatele v potravinářství, přičemž v obou dvou kategoriích jsou vedoucími firmami v Česku holding Agrofert Andreje Babiše (tehdejšího předsedy vlády) a Agrotrade, což je podnik kde je ředitelem syn tehdejšího ministra zemědělství Miroslava Tomana a 80 % akcií vlastní jeho otec.

### Vojenské zakázky
Ministr obrany Metnar podepsal v Pentagonu 12. prosince 2019 smlouvu za 14,6 miliardy korun na nákup dvanácti vojenských vrtulníků Venom a Viper bez výběrového řízení. Úřad pro ochranu hospodářské soutěže v dubnu 2021 udělil ministerstvu obrany pokutu 550 milionů korun za porušení zákona. Evropská komise poslala 7. února 2024 do ČR stížnost ze stejného důvodu pro porušení zásad ochrany evropského trhu.

### Kontroverze
Do roku 2020 měla být zpracována Státní energetická koncepce, ale vláda na ní do svého konce nezačala ani pracovat. V roce 2021 měly být hotové změny pravidel energetického zákona, ale nezačala ani příprava. Na konci mandátu vlády byly nejnižší zásoby zemního plynu a závislost na ruském plynu byla 99 % (kromě těžby na jižní Moravě). Možnost ruského podílu na dostavbě jaderné elektrárny Dukovany byla vyloučena až v roce 2021 po vyvrcholení kauzy Vrbětice.
Premiér Babiš podepsal v Bruselu v roce 2019 Green Deal s cílem zajistit dotace a v roce 2020 také Fit for 55. Babiš často v domácí politice vystupoval proti „nesmyslným projektům z Bruselu“, ale všechny návrhy Evropské unie odsouhlasil.
Ministerstvo zahraničí podepsalo kolem roku 2015 stavbu nové ambasády v Canbeře v Austrálii za 147 milionů korun, která nakonec stála necelých 213 miliónů korun, přičemž stavbu na 1,5 roku se podařilo dokončit až v roce 2024. Řídila ji z Prahy česká firma Avers, která sponzorovala Strany práv občanů (SPOZ, spojená s prezidentem Zemanem).